# 國族問題
國族問題，是19世紀歐洲盛行的政治術語，此「問題」（Question）專指某地某居民的政治前途問題。應用場合主要有幾種：第一種場合是指涉歐洲列強談判如何瓜分即將滅亡的強國，例如波蘭問題和近東問題；二是指涉多民族帝國的政府對少數民族的前途決定，例如大英帝國有犹太人问题和愛爾蘭問題；三是指涉歷史遺留的主權歸屬及統獨問題，例如德國問題和芬蘭卡累利阿問題。
此名稱較早的源頭有1753年英國國會辯論《猶太人歸化法》時有議員提出犹太人问题。1844年英國議員迪斯雷利（後來的首相）嚴格定義了愛爾蘭問題。

## 常見政治前途問題
與管治少數民族有關的政治前途問題
- 愛爾蘭問題
- 犹太人问题

與列强瓜分即將滅亡的小國有關的政治前途問題
- 近東問題（指鄂圖曼帝國）
- 波蘭問題（英语：Polish question）（又參見瓜分波蘭）

與歷史遺留的主權歸屬及統獨問題有關的政治前途問題
- 香港前途問題（中國-英國）
- 澳門前途問題（中國-葡萄牙）
- 台灣問題（中華民國-中華人民共和國）
- 西藏問題
- 德意志問題（德國-奧地利）
- 卡累利阿問題（芬蘭-蘇聯）
- 亞德里亞問題（意大利-南斯拉夫）
- 石勒苏益格-荷尔斯泰因问题（丹麥-德國）
- 罗马问题（意大利-教宗國）
- 魁北克國家問題
- 亞美尼亞問題
- 摩蘇爾問題（英语：Mosul Question）（土耳其-英國）
- 西洛錫安問題（蘇格蘭、威爾斯、北愛爾蘭-英格蘭）

## 著作
- 《民族問題》，羅莎·盧森堡於1909年所作著[5]
- 《民族問題論文》，列宁1913年所著，1925年出版[6]
- 《馬克思主義和民族問題》，斯大林於1913年著，定義並討論了馬克思主義下的民族